# Plexus pulmonalis
Der Plexus pulmonalis (lat. für „Lungengeflecht“) ist ein Geflecht aus Nervenfasern an den Lungenwurzeln zur vegetativen Steuerung des Organs. Der Plexus pulmonalis erhält sympathische Fasern aus dem zweiten bis vierten Grenzstrangganglion (Rami pulmonales thoracici) sowie parasympathische Fasern aus dem Nervus vagus (Rami tracheales und bronchales)
Nach der Lage zum Hauptbronchus kann ein schwächerer vorderer Plexus pulmonalis anterior (Plexus pulmonalis ventralis) und ein kräftigerer hinterer Plexus pulmonalis posterior (Plexus pulmonalis dorsalis) unterschieden werden. Zur Mitte hin gibt es Verbindungen zum Plexus cardiacus. Die Nervenfasern folgen den Bronchien und Lungenarterien.